# Матч всіх зірок МЛБ

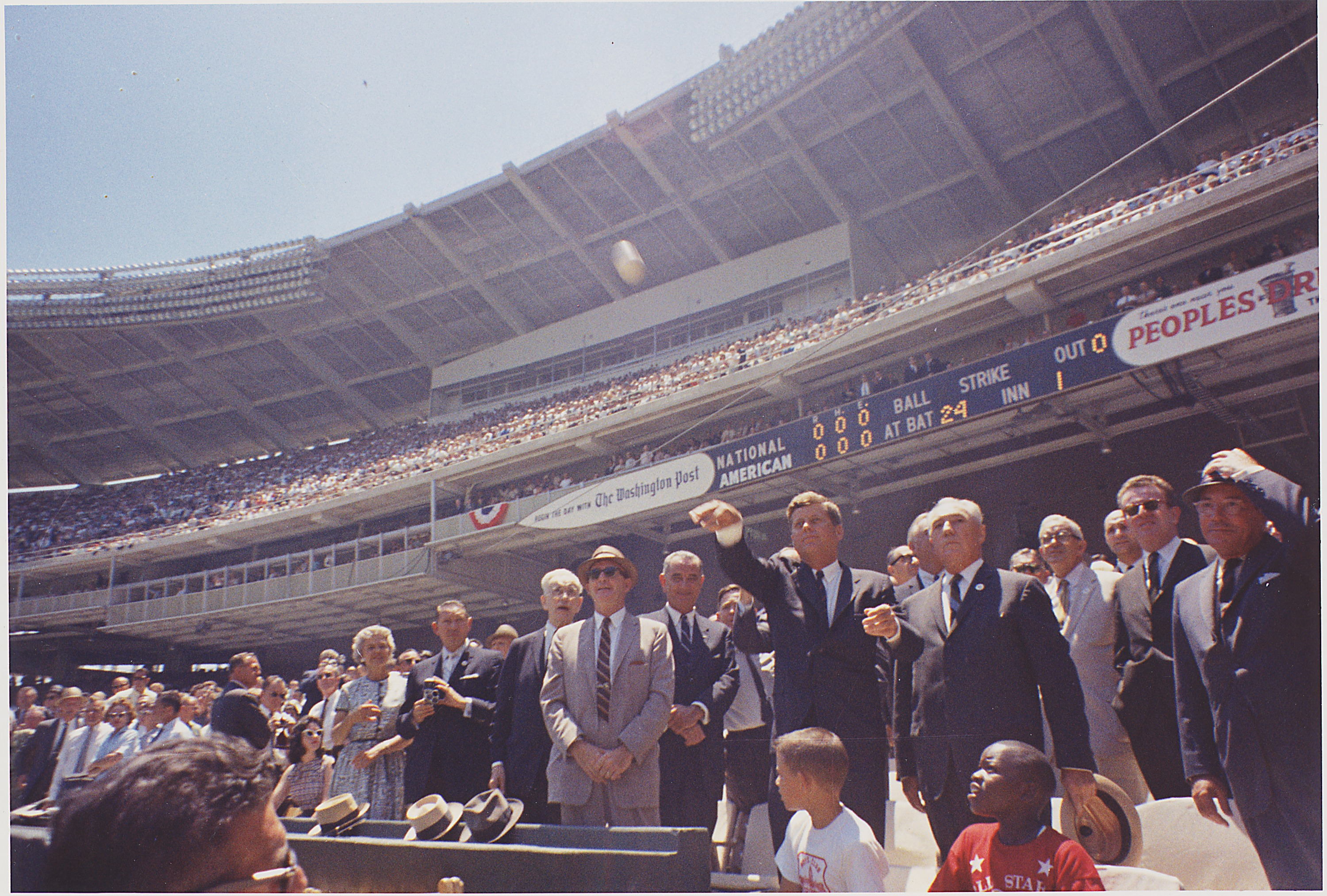
Президент США Джон Ф. Кеннеді робить першу символічну подачу перед матчем всіх зірок в 1962 р.

Матч всіх зірок МЛБ — щорічний бейсбольний матч з участю найсильніших гравців Національної і Американської ліг, які обираються голосуванням вболівальників, гравців, тренерів і менеджерів. Як правило зустріч проводиться в середині липня і позначає символічну половину сезону МЛБ. Зазвичай гра проходить у вівторок, а дату проведення заздалегідь вносять в розклад змагань.
Починаючи з 2003 року команда, що належить до ліги, яка виграє матч всіх зірок, здобуває право починати Світову серію на домашній арені. Стадіон для проведення матчу обирається комітетом Головної бейсбольної ліги. Як показує історія місце проведення матчу як правило основується на якійсь історичній події, відкритті нового стадіону або вшануванні визначної дати.
Перший матч всіх зірок відбувся в 1933 році в Чикаго, Іллінойс, за ідеєю Арча Ворда, спортивного редактора в місцевій газеті The Chicago Tribune. Спочатку планувалося, що матч буде проведений лише раз, але через великий успіх і ажіотаж до цієї події, керівницвто ліги вирішили проводити його щорічно. В 1962 році Головна бейсбольна ліга вшанувала внесок Арча Ворда, назвавши на його честь приз найціннішого гравця матчу всіх зірок.

## Стадіони
Місце проведення матчу обирається Головною бейсбольною лігою і за традицією кожна ліга приймає змагяння по черзі. Проте цю традицію вже двічі порушували. Перший раз це було в 1951 році, коли було вирішено, що змагання прийматиме організація «Детройт Тайгерз» з нагоди 250-ї річниці клубу. Вдруге це сталося в 2007 році, коли організації «Сан-Франциско Джаєнтс» дозволили провести матч в рамках святкування можливого нового рекорду Баррі Бондса за кількістю вибитих хоум-ранів. Зараз Національна ліга вирішила надавати право проведення матчу на стадіоні команди Американської лізі по парним рокам, а Національної по непарним. Проте ліга вже занепокоєна тим, що це може також зламати традицію представлення нових стадіонів. Кожен стадіон команди Американської ліги, збудований в 20 столітті, за винятком нового болпарку «Нью-Янкі-Стедіум», вже приймав матч всіх зірок. В той час стадіони як Нью-Йорка, Філадельфії, Цинциннаті, Вашингтона і Сан-Дієго були збудовані вже в 21 столітті і очікують права на проведення матчу.
Домашньою командою називають лігу, яка отримує право приймати матч. Критерій вибору стадіону досить суб'єктивний; в більшості випадків нові стадіони або міста, які довготривалий період не приймали зустріч, можуть отримати це право. В перші два десятиліття проведення змагання, стадіони Сент-Луїса і Філадельфії були домашніми аренами більш ніж однієї команди. Це призвело до дуже короткого інтервалу у використанні цих стадіонів: «Кардиналс» приймали матч у 1940 році, «Браунс» в 1948. «Атлетикс» приймали в 1943, а «Філліс» в 1953.
На сьогоднішній день, лише дві організації не приймали матч всіх зірок: «Флорида Марлінс» (яка мала приймати матч у 2000 році, але Головна бейсбольна ліга вирішила перенести проведення зустрічі до Атланти) і «Тампа-Бей Рейз». Організація «Вашингтон Нешналс» проводила матч, коли ще носила назву «Монреаль Експоз».
Починаючи з 1967 року такі організації як «Атланта Брейвз» (1972, 2000), «Чикаго Вайт Сокс» (1983, 2003), «Клівленд Індіенз» (1981, 1997), «Детройт Тайгерз» (1971, 2005), «Х'юстон Астроз» (1968, 1996 і 2004), «Лос-Анджелес Ейнджелз-оф-Анахайм» (1967, 1989), «Мілвокі Брюерз» (1975, 2002), «Філадельфія Філліз» (1976, 1996), «Піттсбург Пайретс» (1974, 1994 і 2006), «Сан-Дієго Падрез» (1978, 1992), «Сан-Франциско Джаєнтс» (1984, 2007), «Сієтл Маринерз» (1979 and 2001), «Вашингтон Сенаторз»/«Техас Рейнджерз» (1969, 1995) приймали матч всіх зірок щонайменше двічі, а от ограцізації «Нью-Йорк Метс» (останній матч відбувся в 1964 році) і «Сент-Луїс Кардиналз» (останній — 1966) взагалі не приймали матч.

## Склади команд

### Менеджери

#### Вибір менеджерів і тренерів
Як правило менеджери матчу всіх зірок це менеджери тих команд, які грали у торішній Світовій серії. Кожен менеджер самостійно обирає тренерський штаб на гру.

#### Менеджери Американської ліги з 1998
- Майк Харгроув, Клівленд Індіанз - 1998
- Джо Торре, Н.Й. Янкіз - 1997, 1999–2002, 2004
- Майк Соуша, Анахайм - 2003
- Террі Франкона, Бостон Ред Сокс - 2005, 2008
- Оззі Гійєн, Чикаго Вайт Сокс - 2006
- Джим Лейланд, Детройт Тайґерс - 2007
- Джо Меддон, Тампа-Бей Рейз - 2009

#### Менеджери Національної ліги з 1998
- Джим Лейланд, Флорида - 1998
- Брюс Боши, Сан-Дієго - 1999
- Боббі Кокс, Атланта - 1992–93, 1996–97, 2000
- Боббі Валентайн, Н.Й. Метс - 2001
- Боб Бренлі, Аризона - 2002
- Дасті Бейкер, Чикаго Кабс* - 2003
- Джек Маккіон, Флорида - 2004
- Тоні Ла Русса, Сент-Луїс** - 2005, 2007
- Філ Гарнер, Х'юстон - 2006
- Клінт Хердл, Колорадо - 2008
- Чарлі Мануел, Філадельфія Філліс - 2009

*Бейкер виграв Національну лігу в 2002 році з Сан-Франциско Джаєнтс.
**Ла Русса також був менеджером Американської ліги з 1989-1991, коли очолював Окленд Атлетикс.